# Premenreuth
Das Pfarrdorf Premenreuth ist ein Gemeindeteil der Gemeinde Reuth bei Erbendorf im oberpfälzischen Landkreis Tirschenreuth.

## Lage
Das Straßendorf liegt zwischen den Naturpark Steinwald und dem Naturschutzgebiet Waldnaabtal.

## Verkehr
Etwa 500 Meter südlich/südöstlich des Ortes verläuft die Bundesstraße 299 von Erbendorf nach Tirschenreuth. Die nahegelegene Anschlussstelle Falkenberg der Bundesautobahn 93 gewährleistet die Verbindung zum Autobahnnetz. Über den nahegelegenen Bahnhof von Reuth bei Erbendorf ist Premenreuth ans Bahnnetz angeschlossen.

## Sehenswürdigkeiten
Die 1799/1800 erbaute katholische Pfarr-Kirche Maria Hilf ist neben ihrer Funktion als Gotteshaus der örtlichen Kirchengemeinde auch Wallfahrtskirche.